# Yi-fu Tuan

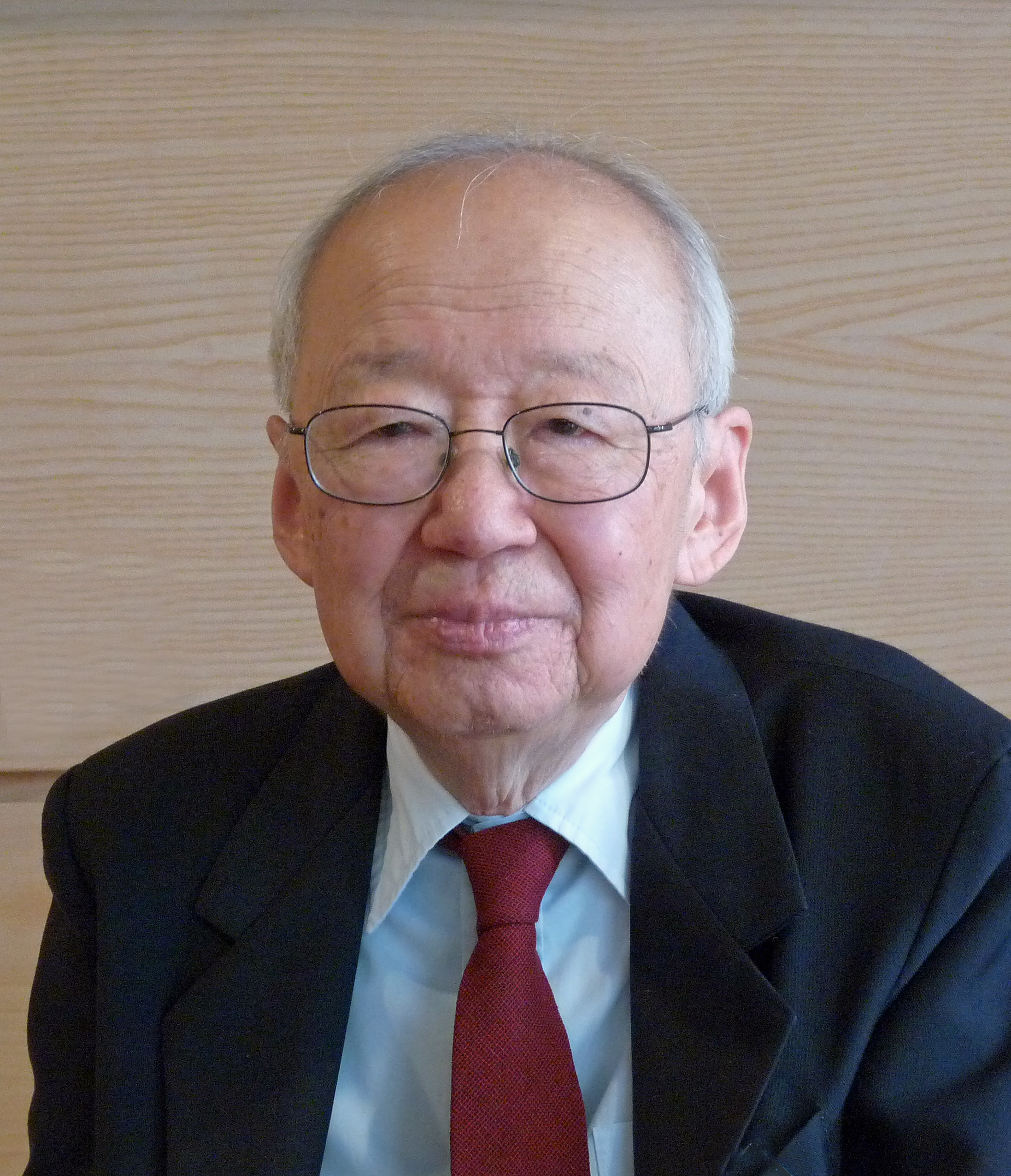
Yi-Fu Tuan (2012)

Yi-Fu Tuan (Tientsin, 5 december 1930 – Madison (Wisconsin), 10 augustus 2022) was een Chinees- Amerikaans geograaf.
Tuan werd geboren in 1930 in Tientsin in China. Zijn vader was actief in de diplomatieke dienst en dit verklaart de voortdurende verandering van woonplaats in Tuan’s jeugd. In zijn autobiografie ‘Who am I’ (1999, p. 4) schrijft Tuan:
’for I am rootless in more than one sense. I never lived in one place for more than five years until, at age thirty-eight, I moved to Minneapolis. Before that, I was constantly changing residence, first as child with my family, then alone as an adult. One city after another was called “home”: Tianjin, Nanjing, Shanghai, Kunming, Chongqing, Canberra, Sydney, Manila, London, Oxford, Paris, Berkeley, Bloomington (Indiana), Chicago, Albuquerque, and Toronto. Fourteen years in Minneapolis and another fourteen in Madison, my current place of residence, are the only source of any rooted feeling I may have. Socially, I am likewise adrift and for a simple reason-I am single. The only portable soil-family-in which an individual is given natural grounding is not available to me’.

## Studie
In 1941 vertrok de familie Tuan naar Australië. In 1946 werd zijn vader Consul Generaal in Manila en later dat jaar werd hij benoemd in Londen. Tuan werd in 1948 toegelaten tot de Universiteit van Oxford, waar hij geografie ging studeren. Bij zijn emeritaat in 1968 gaf Tuan een motivatie voor zijn keuze: “Geography has allowed me to roam from the physical to the human-from climate and landforms to morals and ethics- and still remain wit hits capacious borders” (Tuan, 1998b). De wijze waarop toen in Oxford sociale geografie werd gedoceerd, vond hij niet aantrekkelijk en zo koos hij voor een specialisatie in de geomorfologie. Na het behalen van zijn M.A. in 1955 ging hij naar de University of California in Berkeley voor zijn promotieonderzoek. Naast geomorfologie studeerde hij hier ook sociale geografie bij Carl Ortwin Sauer. Hij behaalde zijn Ph.D. in 1957.

## Loopbaan
Hij was lid van de wetenschappelijke staf van verschillende universiteiten (Indiana University, University of New Mexico en de University of Toronto). Tijdens zijn werk aan de University of New Mexico schoof hij geleidelijk aan meer in de richting van de sociale geografie. Stimulerend voor hem waren de contacten met J.B.Jackson, de grondlegger van het tijdschrift ‘Landscape’, waarin naast geografische ook filosofische onderwerpen aan de orde kwamen. Van 1968-1983 was hij hoogleraar aan de University of Minnesota en van 1983 tot zijn emeritaat in 1998 doceerde hij als hoogleraar geografie aan de University of Wisconsin-Madison.

### Onderscheidingen
Tuan ontving een groot aantal onderscheidingen waaronder de Cullum Geographical Medal van de American Geographical Society in 1987 en de Lauréat d’Honneur van de International Geographical Union in 2000. De University of Guelph (Canada) verleende hem in 2002 een eredoctoraat. Hij is lid van de British Academy (2001) en de American Academy of Arts and Sciences (2002).

## Wetenschappelijk werk

### Fysisch-geografische fase
Tuan begon zijn wetenschappelijke carrière met veldwerk in het zuiden van de Verenigde Staten. Hij deed onderzoek naar de geomorfologische ontwikkeling in de San Pedro Valley in het zuidoosten van Arizona. Hij onderzocht of het model van de erosiecyclus de geomorfologische ontwikkeling in dit gebied kon verklaren. Zijn conclusie was dat dit model niet zonder meer toepasbaar was (Tuan, 1962). In 1966 volgde nog een uitgesproken geomorfologisch artikel over ravijnvorming in New Mexico.

### Humanistische geografie
In de jaren zestig sloeg Tuan een heel andere richting in. In zijn artikel ‘Mountains, Ruins and the Sentiment of Melancholy’ werd het berglandschap niet puur fysisch-geografisch behandeld, maar kwam de nadruk te liggen op de dramatische elementen van dit type landschap. Zijn veldwerk in de woestijngebieden van Arizona en New Mexico vormde de basis voor zijn ideeën over de relatie tussen mens en landschap.
Hij verschoof zijn aandacht naar de esthetische, metafysische en morele aspecten. Met andere woorden: hij koos voor een humanistische benadering.
“The desert itself provided me with discipline and inspirations. Its harshness scotched my natural love of ease; its pure lines cleansed my mind of rank growths” (Tuan, 1998b)
In de meer dan veertig jaar na het behalen van de doctorstitel publiceerde hij 20 boeken en zo’n 130 artikelen en bijdragen aan boeken.

### Topophilia
Topophilia verscheen in 1974 en wordt tegenwoordig beschouwd als een baanbrekend boek voor de ontwikkeling van de Humanistische geografie. Weliswaar waren concepten als plaats, landschap en omgeving al decennialang heel vertrouwd voor geografen uit de regionaal-geografische traditie, maar Topophilia betekende een radicaal andere benadering. Tuan wilde met dit boek een tegenwicht bieden voor de eenzijdige benadering van de centrale ruimtelijke concepten in de geografie. Hij putte daarvoor uit een rijke verscheidenheid aan kennisgebieden waaronder de antropologie, de psychologie, de filosofie en de Engelse en Chinese literatuur.
Het begrip topofilie (liefde voor een plaats of plek) was al eerder gebruikt door Gaston Bachelard in zijn ‘Poetics of Space’ (1964), maar het was Tuan die het begrip introduceerde in de geografie als ‘the affective bond between people and place or setting’. Mensen reageren op hun omgeving, variërend van visueel tot lichamelijk contact. Deze verscheidenheid aan reacties bepaalt de waardering van plaats en landschap.
De eerste hoofdstukken zijn gewijd aan een beschouwing over de gemeenschappelijke kenmerken van het perceptuele gereedschap van de mens. Daarnaast krijgen begrippen als houding en waardenoriëntatie aandacht. Ook de externe factoren komen aan de orde zoals de invloed van cultuur en de natuurlijke omgeving (met name de symbolische waarde van plaats en landschap).
In het tweede deel staat de houding van stadsbewoners tegenover de ‘buitenwereld’ centraal. Tuan laat zien hoe ideaalvoorstellingen bepalend waren voor de ruimtelijke vorm van steden.
Opvallend genoeg is er weinig aandacht voor de keerzijde van het begrip topofilia: topofobia. Vijf jaar na het verschijnen van Topophilia publiceerde Tuan ‘Landscapes of fear’ waarmee dit gemis werd goedgemaakt.

### Space and Place
In zekere zin is ‘Space and Place’, verschenen in 1977, een vervolg op ‘Topophilia’, maar Tuan wilde met dit boek zijn observaties en analyses meer toespitsen op de manier waarop mensen hun omgeving ervaren en tegemoet treden. De filosofische basis is onmiskenbaar fenomenologie, maar Tuan verwijst daarnaar niet expliciet. Alleen in het begin van het boek noemt hij het werk van Paul Ricoeur en diens opvattingen over het concept ‘ervaring’. De betekenis van dit boek voor de ontwikkeling van de geografie als wetenschap ligt in het onderscheid dat wordt gemaakt tussen de abstracte ‘ruimte’ en de persoonlijk ervaren ‘plaats’. Ruimte kan niet alleen maar worden gereduceerd tot geometrische relaties. Het ruimtelijk handelen van mensen is immers ook een weerspiegeling van waarden, gevoelens en ambities. In het artikel ‘Place: an experiental perspective’ uit 1975 geeft Tuan het verschil tussen ruimte en plaats bondig weer:
“Space is abstract. It lacks content; it is broad, open, and empty, inviting the imagination to fill it with substance and illusion; it is possibility and beckoning future. Place, by contrast, is the past and the present, stability and achievement” (Tuan, 1975, 164-165)
Tuan schenkt ook veel aandacht aan de temporele aspecten van ruimte en plaats. Plaats kan worden gezien als een pauze in de tijd: “If we see the world as process, constantly changing, we should not be able to develop any sense of place” (Tuan, 1977, p. 179). Plaats kan ook worden gezien als een visuele expressie van tijd. Goede voorbeelden zijn pleinen en monumenten als herinneringen aan het verleden.
‘Space and Place’ heeft grote invloed gehad (ook buiten de geografie), maar het werd geen handboek. De stijl is essayistisch: “the approach is descriptive, aiming more often to suggest than to conclude” (Tuan, 1977, p. 7). Behalve een poging om de ervaring van plaats en ruimte in kaart te brengen, had Tuan nog een ander doel:
“But the essay has still larger purpose, which is that the kinds of questions it poses (if not the answers) enter the debate of environmental design” (Tuan, 1977, p. 202)

### Landscapes of fear
In 1979 verscheen ‘Landscapes of fear’, in veel opzichten een vervolg op ‘Topophilia’ en ‘Space and Place’. Het centrale thema is Tuan’s opvatting dat bepaalde landschappen meer angst oproepen dan andere. Dit thema wordt uitgewerkt in vier delen: de landschappen die angstgevoelens oproepen bij kinderen; de relatie tussen angst en natuurrampen; de rol van demonen, geesten en andere bovennatuurlijke krachten; en landschappen die ontworpen zijn om gevreesd te worden zoals gevangenissen en gesloten klinieken.
Opvallend is dat dit boek meer dan ‘Topophilia’ en ‘Space and Place’ kritische recensies kreeg. Men vond de vergelijkingen tussen de culturen waardevol, maar de historische diepgang onvoldoende.

### Segmented worlds and Self
“More inventive than ‘Topophilia’, more coherent than ‘Space and Place’, more closely argued than ‘Landscapes of Fear’, Yi-fu Tuan’s new book is a speculative and provocative tour de force”, Aldus David Lowenthal (1984, p. 179). Het centrale thema is de ontwikkeling in de Westerse beschaving van gemeenschapsgeoriënteerde vormen van bestaan naar een meer individualistische en dus gesegmenteerde samenleving. De toenemende individualisering vertaalt zich in een segmentering van de ruimte. Oorspronkelijk wilde Tuan dit uitwerken door de ontwikkeling van de ruimtelijke indeling van de Europese woning in kaart te brengen, maar dit project liep na 2 jaar vast (Tuan, 1998). Hij besloot het verzamelde materiaal te ordenen langs twee andere verhaallijnen: een over voedsel en eetgewoonten en de andere over de ruimtelijke ontwikkeling binnen het theater.

### Dominance and Affection
Op het eerste gezicht lijkt de thematiek van dit boek niet uitgesproken geografisch. Toch moet het boek volgens Tuan worden geplaatst in de hoofdstroom van het geografisch denken, waarin de transformatie van de aarde door de menselijke activiteit hét aandachtsveld is. Tuan vraagt in dit boek echter geen aandacht voor de economische exploitatie van de ruimte, maar voor de esthetische exploitatie. Het gaat om de exploitatie van mens en natuur voor kunst en plezier

### Morality and Imagination
Tuan onderzoekt hier in zijn typisch vragende stijl (hij wenst eigenlijk een dialoog met de lezer) een aantal ethische vragen die samenhangen met de transformatie van de aarde. Hoewel kwesties als ideologie en macht in de moderne geografie niet uit de weg worden gegaan, zijn kwesties als moraal en ethiek toch minder vanzelfsprekende thema’s. Voor Tuan is moraal het sturende principe van macht, terwijl verbeelding de inspiratiebron is. In het ruimtelijk handelen zou gestreefd moeten worden naar een balans tussen beide krachten.

### Passing strange and wonderful
De titel van het boek is ontleend aan het gedicht ‘The Daemon of the World’ van Percey Bysshe Shelley. Het boek is de weerslag van een verkenning van de meervoudige relatie tussen cultuur en esthetiek. Het boek kent 5 delen. In Deel 1 wordt de relatie tussen esthetiek, natuur en cultuur beschreven. In Deel 2 concludeert Tuan dat esthetische oordelen op basis van visuele prikkels zodanig overheersend zijn, dat ervaringen gebaseerd op geluid, reuk of tast op de achtergrond zijn geraakt. “Sound can arouse human emotion to a more intense level than can sight alone. ‘Screaming’ headlines in the morning newspaper catch our attention but have no grip on our heart. Pictures of disaster may elicit more of a response. But we will be thoroughly engaged by the sound of an ambulance siren or by cries of pain, rage, or despair” (Tuan, 1995:72). In Deel 3 worden de esthetische waarden in verschillende culturen met elkaar vergeleken. Hij concludeert dat er een transculturele esthetiek van het landschap bestaat, omdat mensen nu eenmaal met dezelfde zintuigen waarnemen. Deel 4 is voor een groot deel gewijd aan het begrip symbolische ruimte. In Deel 5 ten slotte stelt Tuan onder andere de ingrepen in de natuur voor esthetisch genoegen aan de orde (vaak een gevolg van moreel onhoudbare beslissingen).

### Cosmos and Hearth
In dit boek wordt de relatie tussen globalisering (Cosmos) en lokalisering (Hearth) behandeld. Dit onderwerp wordt geconcretiseerd door een analyse van de ontwikkelingen in de Chinese en Amerikaanse cultuur. Entrikin vat Tuans gedachtegang als volgt samen:
“For Tuan, postmodernism has led cultural studies to overemphasize the hearth in its concern for particularity and difference rather than universality and a common humanity. His goal is to restore balance by demonstrating the benefits of the cosmopolitan vision and the significance of what he calls the ‘cosmopolitan hearth’. He associates this perspective with high modernism, which recognizes the value of the particular but tips the balance in favor of the universal” (Entrikin, 1998, 177)

### Dear Colleagues
Naast zijn autobiografie ‘Who Am I’, geeft dit boek een bijzondere kijk op de persoon Tuan zelf. Het boek bestaat uit korte notities (van enkele alinea’s tot enkele pagina’s) die Tuan gedurende 30 jaar elke week schreef aan zijn collega’s en vrienden. Het is een mengeling van alledaagse ervaringen en filosofische beschouwingen. Op Tuan’s website is het archief van deze brieven te vinden.

### A historical geography of China
In dit boek wordt de ontwikkeling van het Chinese landschap inclusief nederzettingpatronen en architectuur door de eeuwen beschreven.

## Belangrijkste publicaties
- Structure, climate, and basin land forms in Arizona and New Mexico, Annals of the Association of American Geographers, Vol. 52, 1, 1962, pp 51–68
- New Mexican Gullies: A critical review and some recent observations, Annals of the Association of American Geographers, Vol. 56, 4, 1966, pp 573–579
- China. 1970. In "The World's Landscapes". Harlow, Longmans. ISBN 0582311535
- Man and Nature. 1971. Association of American Geographers, Washington, DC. Resource paper #10
- The Climate of New Mexico. 1973. State Planning Office, Santa Fe, NM.
- Topophilia: a study of environmental perception, attitudes, and values 1974. Prentice-Hall, Englewood Cliffs, NJ. ISBN 0139252487
- Place : an experiental perspective, The Geographical Review, Vol. 65, April 1975, pp. 151–165
- Humanistic Geography, Annals of the Association of American Geographers, Vol. 66, 2, 1976, pp 266–276
- Space and Place: The Perspective of Experience 1977. University of Minnesota Press, Minneapolis, MN. ISBN 0816608083.
- Landscapes of Fear. 1979. Pantheon Books, New York, NY. ISBN 0394420357.
- Segmented Worlds and Self: Group Life and Individual Consciousness. 1982. University of Minnesota Press, Minneapolis, MN. ISBN 0816611092.
- Dominance and Affection: The Making of Pets. 1984. Yale University Press, New Haven, CT. ISBN 0300032226.
- The Good Life. 1986. University of Wisconsin Press, Madison, WI. ISBN 0299105407.
- Morality and Imagination: Paradoxes of Progress. 1989. University of Wisconsin Press, Madison, WI. ISBN 0299120600.
- Passing Strange and Wonderful: Aesthetics, Nature, and Culture. 1993. Island Press, Shearwater Books, Washington, DC. ISBN 1559632097.
- Cosmos and Hearth: A Cosmopolite's Viewpoint. 1996. University of Minnesota Press, Minneapolis, MN. ISBN 0816627304.
- Escapism. 1998a. Johns Hopkins University Press, Baltimore, MD. ISBN 0801859263.
- A life of learning, Charles Homer Haskin Lecture, 1998b
- Who am I? : An Autobiography of Emotion, Mind, and Spirit. 1999. University of Wisconsin Press, Madison, WI. ISBN 0299166600
- Dear Colleague: Common and Uncommon Observations. 2002. University of Minnesota Press, Minneapolis, MN. ISBN 0816640556
- Place, Art, and Self. 2004. University of Virginia Press, Santa Fe, NM, in association with Columbia College, Chicago, IL. ISBN 1930066244
- Coming Home to China. 2007. University of Minnesota Press, Minneapolis, MN. ISBN 0816649928
- A Historical Geography of China, Aldine Transaction, 2008, ISBN 978-0-202-36200-7